# 29672 Salvo
29672 Salvo este un asteroid din centura principală de asteroizi.

## Descriere
29672 Salvo este un asteroid din centura principală de asteroizi. A fost descoperit pe 12 decembrie 1998 la San Marcello Pistoiese de Andrea Boattini și Luciano Tesi. Asteroidul prezintă o orbită caracterizată de o semiaxă mare de 2,43 ua, o excentricitate de 0,13 și o înclinație de 3,7° în raport cu ecliptica.